# Long môn phi giáp
Long môn phi giáp (tiếng Anh: Flying Swords of Dragon Gate) là một bộ phim điện ảnh thuộc thể loại kiếm hiệp – hành động hợp tác sản xuất giữa điện ảnh Hồng Kông và Trung Quốc, do Từ Khắc làm đạo diễn, viết kịch bản và đồng sản xuất, với sự tham gia của các diễn viên gồm Lý Liên Kiệt, Châu Tấn, Lý Vũ Xuân, Quế Luân Mỹ và Trần Khôn. Bộ phim là phiên bản làm lại của Dragon Gate Inn (1966) và Tân Long Môn Khách sạn (1992) nhưng diễn ra ba năm sau.
Quá trình sản xuất bắt đầu vào ngày 10 tháng 10 năm 2010 và quay theo định dạng 3-D. Phim chiếu không tranh giải tại Liên hoan phim quốc tế Berlin lần thứ 62 vào tháng 2 năm 2012. Bộ phim đã giành được bảy giải thưởng tại Giải thưởng Điện ảnh Châu Á năm 2012: Phim hay nhất, Đạo diễn xuất sắc nhất, Nam diễn viên chính xuất sắc nhất (Lý Liên Kiệt), Nữ diễn viên phụ xuất sắc nhất (Quế Luân Mỹ), Nhà thiết kế sản xuất xuất sắc nhất, Thiết kế phục trang xuất sắc nhất và Hiệu ứng hình ảnh xuất sắc nhất.

## Nội dung
Vào thời trị vì của Minh Hiến Tông, hoạn quan lộng quyền lạm sát hiền thần. Hiệp khách Triệu Hoài An (Lý Liên Kiệt) trong quá trình cứu giúp trung thần đã một gươm lấy mạng đốc chủ Đông xưởng tội ác tày trời là Vạn Dụ Lâu, khiến đốc chủ Tây xưởng Vũ Hóa Điền (Trần Khôn) hạ lệnh truy sát khắp thiên hạ. Nhóm của Triệu Hoài An trốn chạy tới Long Môn ở Gia Dụ Quan, mất hút trong bão cát đen mịt mùng đất trời.
Sau khi sóng êm biển lặng, mật thám Tây xưởng, đội thương nhân Thát Đát chia ra khắp nẻo giang hồ, lại một lần nữa tới hắc điếm đại mạc khách điếm Long Môn. Trong khách điếm Long Môn đã bị thiêu trụi ba năm trước, bà chủ quán lẳng lơ cũng đã không thấy tăm tích một cách thần bí, chỉ còn lại những người làm may mắn thoát khỏi vụ hỏa thiêu, dựng lại quán xá, chờ đợi bà chủ quay lại.
Khách điếm nơi biên ải gần như đã bị người đời lãng quên lại một lần nữa gió nổi mây vần. Dung mạo của kiếm khách thần bí Bộc Thương Chu không khác gì đốc chủ Tây xưởng Vũ Hóa Điền. Nữ tử thổi sáo Lăng Nhạn Thu (Châu Tấn đóng) thông thạo mật đạo của khách điếm như lòng bàn tay kia, lại là người nào?
Đúng lúc truy binh Tây xưởng do Vũ Hóa Điền dẫn đầu tiến tới, mặt đất đột ngột nổi lên mấy trận gió lốc thần phong, Triệu Hoài An bay ra từ giữa không trung, hòng một trận sống mái với Vũ Hóa Điền. Giữa gió bụi đại mạc, một trận chiến giữa chính với tà khiến đất trời biến sắc bắt đầu.

## Diễn viên
| Diễn viên        | Vai diễn                                    |
| ---------------- | ------------------------------------------- |
| Lý Liên Kiệt     | Triệu Hoài An                               |
| Châu Tấn         | Lăng Nhạn Thu                               |
| Trần Khôn        | Vũ Hóa Điền / Bộc Thương Chu (Phong Lý Đao) |
| Quế Luân Mỹ      | Thường Tiểu Văn (Bố Lỗ Đô)                  |
| Phàn Thiếu Hoàng | Mã Tiến Lương                               |
| Phạm Hiểu Huyên  | Tố Tuệ Dung                                 |
| Lý Vũ Xuân       | Cố Thiếu Đường                              |
| Mạnh Tương       | Đàm Lỗ Tử                                   |
| Hàn Phi Hành     | Cáp Cương Đồng Ca                           |
| Ngô Địch         | Triệu Thông                                 |
| Lưu Gia Huy      | Vạn Dụ Lâu                                  |
| Tôn Kiến Khôi    | Lương Tài (Lão Sài)                         |
| Đỗ Dịch Hoành    | Kế Học Dũng                                 |
| Trạch Cương      | Phương Kiến Tông                            |

## Sản xuất
Mặc dù bộ phim này dựa trên câu chuyện của Tân Long Môn Khách sạn năm 1992, nhưng Từ Khắc phủ nhận rằng bộ phim này sẽ là bản làm lại của tác phẩm kinh điển cũ mà giống như một sự tưởng tượng lại hơn. Tsui cũng làm việc trên kịch bản ngoài việc chỉ đạo và sản xuất bộ phim, để đảm bảo tính nguyên bản của câu chuyện. Trước khi Lý Liên Kiệt ký hợp đồng với vai diễn này của Chu Hoài An, Từ Hy Viên đã đề nghị vai diễn này cho Chân Tử Đan nhưng anh ấy đã từ chối vì thực tế là anh ấy không muốn tham gia phần tiếp theo/làm lại của những bộ phim trước đây mà anh ấy đã từng làm. Lý Liên Kiệt đã được ký hợp đồng trị giá 12 triệu đô la Mỹ để đóng vai chính trong phim này. Lý giải thích lý do tham gia bộ phim này,
| “ | Bộ phim này sẽ được quay hoàn toàn bằng 3D, đây là lần đầu tiên 3D được sử dụng trong một bộ phim kiếm hiệp, tôi tò mò muốn xem một bộ phim kiếm hiệp 3D có thể tiến xa đến đâu. Tôi mong muốn được xem công nghệ sẽ thổi một luồng sinh khí mới vào ngành công nghiệp điện ảnh như thế nào. | ” |

Nữ diễn viên Châu Tấn cũng trích dẫn lý do tham gia bộ phim này,
| “ | Tôi đã rơi nước mắt khi xem qua kịch bản, và thế giới kiếm hiệp của Từ Khắc luôn mê hoặc tôi. Người ta thường nói Từ Khắc đặc biệt giỏi trong việc tạo ra các vai nữ, nếu All About Women đối với tôi là một sự lột xác, thì Long Môn là một cuộc đại tu hoàn toàn. Tôi tin rằng có một sức mạnh nào đó làm thay đổi trái tim tôi. | ” |